# Municipio de Harrison (condado de White)
El municipio de Harrison (en inglés: Harrison Township) es un municipio ubicado en el condado de White en el estado estadounidense de Arkansas. En el año 2010 tenía una población de 6325 habitantes y una densidad poblacional de 42,89 personas por km².

## Geografía
El municipio de Harrison se encuentra ubicado en las coordenadas 35°17′45″N 91°38′59″O / 35.29583, -91.64972. Según la Oficina del Censo de los Estados Unidos, el municipio tiene una superficie total de 147.48 km², de la cual 146 km² corresponden a tierra firme y (1%) 1.47 km² es agua.

## Demografía
Según el censo de 2010, había 6325 personas residiendo en el municipio de Harrison. La densidad de población era de 42,89 hab./km². De los 6325 habitantes, el municipio de Harrison estaba compuesto por el 93.44% blancos, el 1.9% eran afroamericanos, el 0.54% eran amerindios, el 0.14% eran asiáticos, el 0.03% eran isleños del Pacífico, el 2.61% eran de otras razas y el 1.34% pertenecían a dos o más razas. Del total de la población el 5.79% eran hispanos o latinos de cualquier raza.